# 貝克型肌肉萎縮症
貝克型肌肉萎縮症是肌肉萎縮蛋白缺陷造成的疾病，患者可以製造肌肉萎縮蛋白，但功能不正常且無法百分之百有效工作。雖與杜興氏肌肉營養不良症有相同的基因缺陷，但表現型有所不同，此症患者病症通常較輕微。裘馨氏肌肉萎縮症的肌肉萎縮蛋白是完全缺陷，而此症的肌肉萎縮蛋白只是部分缺陷。
其發生率為1/30000，發病年齡平均為11歲。
遺傳方面，其遺傳方式為一種X染色體性聯隱性遺傳的進行性肌肉萎縮症，女性通常只會是隱性帶因者。
此病命名自1955年發表文章描述此病的德國醫生彼得·艾米爾·貝克（Peter Emil Becker）。